# Giorgi Szasziaszwili
Giorgi Szasziaszwili (gruz. გიორგი შაშიაშვილი; ur. 1 września 1979 w Tbilisi) – gruziński piłkarz, grający na pozycji obrońcy oraz trener.

## Kariera klubowa
Szasziaszwili profesjonalną karierę rozpoczął w Dinamo Tbilisi. Występował w tym klubie, z roczną przerwą na grę w TSU Tbilisi, aż do końca 2004 roku. W 2005 roku reprezentował barwy rosyjskiej Ałaniji Władykaukaz. Kolejne pół roku spędził w Dinamo Tbilisi, by latem 2006 roku, mając 27 lat, wyruszyć na podbój innych europejskich lig. Przez jeden sezon występował na Ukrainie w Czornomorcu Odessa, dwa kolejne spędził w austriackim Sturmie Graz, a następnie przez trzy sezony reprezentował barwy greckiego klubu PAE Ergotelis. Latem 2012 roku powrócił do Gruzji. Przez kilka miesięcy występował w Dile Gori, by w przerwie zimowej sezonu 2012/13 powrócić do klubu, w którym rozpoczynał profesjonalną karierę − Dinama Tbilisi.

## Kariera reprezentacyjna
W reprezentacji Gruzji zadebiutował 9 maja 2001 roku w towarzyskim meczu przeciwko Azerbejdżanowi. Na boisku przebywał do 54 minuty.
| Mecze i gole w reprezentacji | Mecze i gole w reprezentacji | Mecze i gole w reprezentacji | Mecze i gole w reprezentacji | Mecze i gole w reprezentacji | Mecze i gole w reprezentacji | Mecze i gole w reprezentacji |
| #                            | Data                         | Stadion                      | Rywal                        | Wynik                        | Gol                          | Rozgrywki                    |
| 2001                         | 2001                         | 2001                         | 2001                         | 2001                         | 2001                         | 2001                         |
| ---------------------------- | ---------------------------- | ---------------------------- | ---------------------------- | ---------------------------- | ---------------------------- | ---------------------------- |
| 1.                           | 09.05.2001                   | Kutaisi, Gruzja              | Azerbejdżan                  | 1:0                          | 0                            | towarzyski                   |
| 2.                           | 15.08.2001                   | Mondercange, Luksemburg      | Luksemburg                   | 3:0                          | 0                            | towarzyski                   |
| 2002                         |                              |                              |                              |                              |                              |                              |
| 3.                           | 27.03.2002                   | Tbilisi, Gruzja              | Południowa Afryka            | 4:1                          | 0                            | towarzyski                   |
| 4.                           | 17.04.2002                   | Kijów, Ukraina               | Ukraina                      | 1:2                          | 0                            | towarzyski                   |
| 5.                           | 21.08.2002                   | Trabzon, Turcja              | Turcja                       | 0:3                          | 0                            | towarzyski                   |
| 2003                         |                              |                              |                              |                              |                              |                              |
| 6.                           | 12.02.2003                   | Tbilisi, Gruzja              | Mołdawia                     | 2:2                          | 0                            | towarzyski                   |
| 7.                           | 29.03.2003                   | Tbilisi, Gruzja              | Irlandia                     | 1:2                          | 0                            | El. ME 2004                  |
| 8.                           | 30.04.2003                   | Tbilisi, Gruzja              | Rosja                        | 1:0                          | 0                            | El. ME 2004                  |
| 2004                         |                              |                              |                              |                              |                              |                              |
| 9.                           | 18.02.2004                   | Larnaka, Cypr                | Rumunia                      | 0:3                          | 0                            | towarzyski                   |
| 10.                          | 19.02.2004                   | Nikozja, Cypr                | Cypr                         | 1:3                          | 0                            | towarzyski                   |
| 11.                          | 21.02.2004                   | Nikozja, Cypr                | Armenia                      | 0:2                          | 0                            | towarzyski                   |
| 2005                         |                              |                              |                              |                              |                              |                              |
| 12.                          | 09.02.2005                   | Ybilisi, Gruzja              | Litwa                        | 1:0                          | 0                            | towarzyski                   |
| 2006                         |                              |                              |                              |                              |                              |                              |
| 13.                          | 22.03.2006                   | Tirana, Albania              | Albania                      | 0:0                          | 0                            | towarzyski                   |
| 14.                          | 16.08.2006                   | Toftir, Wyspy Owcze          | Wyspy Owcze                  | 6:0                          | 0                            | El. ME 2008                  |
| 15.                          | 11.10.2006                   | Tbilisi, Gruzja              | Włochy                       | 1:3                          | 1                            | El. ME 2008                  |
| 16.                          | 16.11.2006                   | Tbilisi, Gruzja              | Urugwaj                      | 2:0                          | 0                            | towarzyski                   |
| 2007                         |                              |                              |                              |                              |                              |                              |
| 17.                          | 07.02.2007                   | Tbilisi, Gruzja              | Turcja                       | 1:0                          | 0                            | towarzyski                   |
| 18.                          | 24.03.2007                   | Glasgow, Szkocja             | Szkocja                      | 1:2                          | 0                            | El. ME 2008                  |
| 19.                          | 28.03.2007                   | Tbilisi, Gruzja              | Wyspy Owcze                  | 3:1                          | 0                            | El. ME 2008                  |
| 20.                          | 06.06.2007                   | Auxerre, Francja             | Francja                      | 0:1                          | 0                            | El. ME 2008                  |
| 21.                          | 13.10.2007                   | Genua, Włochy                | Włochy                       | 0:2                          | 0                            | El. ME 2008                  |
| 22.                          | 17.10.2007                   | Tbilisi, Gruzja              | Szkocja                      | 2:0                          | 0                            | El. ME 2008                  |
| 23.                          | 16.11.2007                   | Doha, Katar                  | Katar                        | 2:1                          | 0                            | towarzyski                   |
| 2008                         |                              |                              |                              |                              |                              |                              |
| 24.                          | 26.03.2008                   | Belfast, Irlandia Północna   | Irlandia Północna            | 1:4                          | 0                            | towarzyski                   |
| 25.                          | 06.09.2008                   | Moguncja, Niemcy             | Irlandia                     | 1:2                          | 0                            | El. MŚ 2010                  |
| 26.                          | 11.10.2008                   | Tbilisi, Gruzja              | Cypr                         | 1:1                          | 0                            | El. MŚ 2010                  |
| 27.                          | 15.10.2008                   | Tbilisi, Gruzja              | Bułgaria                     | 0:0                          | 0                            | El. MŚ 2010                  |
| 28.                          | 19.11.2008                   | Bukareszt, Rumunia           | Rumunia                      | 1:2                          | 0                            | towarzyski                   |
| 2009                         |                              |                              |                              |                              |                              |                              |
| 29.                          | 28.03.2009                   | Larnaka, Cypr                | Cypr                         | 1:2                          | 0                            | El. MŚ 2010                  |
| 30.                          | 06.06.2009                   | Tbilisi, Gruzja              | Mołdawia                     | 1:2                          | 0                            | towarzyski                   |
| 2010                         |                              |                              |                              |                              |                              |                              |
| 31.                          | 03.03.2010                   | Tbilisi, Gruzja              | Estonia                      | 2:1                          | 0                            | towarzyski                   |
| 32.                          | 25.05.2010                   | Linz, Austria                | Kamerun                      | 0:0                          | 0                            | towarzyski                   |

## Sukcesy
Dinamo
- Mistrzostwo Gruzji: 2003, 2005, 2013
- Puchar Gruzji: 2003, 2004, 2013